# Vedran Samac
Vedran Samac (ur. 22 stycznia 1990) – serbski lekkoatleta specjalizujący się w rzucie oszczepem.
W 2009 roku był dwunasty w mistrzostwach Europy juniorów oraz nie awansował do finału podczas uniwersjady. 9 maja 2009 rzutem na odległość 70,38 ustanowił rekord Serbii w kategorii juniorów, który poprawił 1 lipca uzyskując odległość 71,52. 
Wielokrotny złoty medalista mistrzostw kraju w różnych kategoriach wiekowych. 
Rekord życiowy: 81,35 (20 czerwca 2021, Limassol).

## Osiągnięcia
| Rok  | Impreza                               | Miejsce      | Lokata            | Wynik |
| ---- | ------------------------------------- | ------------ | ----------------- | ----- |
| 2009 | Mistrzostwa Europy juniorów           | Nowy Sad     | 12. miejsce       | 66,61 |
| 2009 | Uniwersjada                           | Belgrad      | el. – 28. miejsce | 63,94 |
| 2011 | II liga drużynowych mistrzostw Europy | Nowy Sad     | 6. miejsce        | 68,12 |
| 2011 | Młodzieżowe mistrzostwa Europy        | Ostrawa      | el. – 16. miejsce | 68,12 |
| 2012 | Zimowy puchar Europy w rzutach        | Bar          | 5. miejsce U23    | 74,83 |
| 2012 | Mistrzostwa krajów bałkańskich        | Eskişehir    | 3. miejsce        | 73,49 |
| 2013 | II liga drużynowych mistrzostw Europy | Kowno        | 2. miejsce        | 71,80 |
| 2013 | Mistrzostwa krajów bałkańskich        | Stara Zagora | 7. miejsce        | 66,78 |
| 2014 | Mistrzostwa Europy                    | Zurych       | el. – 29. miejsce | 69,39 |
| 2015 | II liga drużynowych mistrzostw Europy | Stara Zagora | 1. miejsce        | 79,52 |
| 2015 | Uniwersjada                           | Gwangju      | 6. miejsce        | 78,96 |
| 2016 | Puchar Europy w rzutach               | Arad         | 6. miejsce        | 73,75 |
| 2016 | Mistrzostwa Europy                    | Amsterdam    | –                 | DNS   |